# Накаџима 91
Накаџима 91 (јап. Nakajima Type 91) је јапански ловачки авион. Први лет авиона је извршен 1931. године. 

Највећа брзина у хоризонталном лету је износила 300 km/h. Размах крила је био 11,00 метара а дужина 7,26 метара. Маса празног авиона је износила 1075 килограма а нормална полетна маса 1530 килограма. Био је наоружан са 2 синхронизована митраљеза Викерс калибра 7,7 милиметара.

## Наоружање
| Наоружање авиона: Накаџима 91  |          |
| Ватрено (стрељачко) наоружање  |          |
| Топ                            |          |
| Митраљез                       |          |
| Број и ознака митраљеза        | 2 Викерс |
| Калибар                        | 7,7      |
| Бомбардерско наоружање (бомбе) |          |
| Ракетно наоружање (ракете)     |          |